# 전남대학교 의과대학 구 본관
전남대학교 의과대학 구 본관은 광주광역시 동구 전남대학교에 있는 건축물이다. 2018년 8월 6일 대한민국의 국가등록문화재 제728호로 지정되었다.

## 개요
1948년에 착공되어 한국전쟁 기간인 1951년에 완공된 후 광주의과대학 본관과 전남대학교 본 부로 사용되었으며 현재는 전남대학교 의학박물관으로 활용되고 있다. 동 시대에 건립된 대학 건축물과 비교할 때 한국전쟁 중에도 꾸준히 건축공정이 진행된 점, 모더니즘의 세련된 디자인, 조적조와 철근콘크리트 슬라브 연결의 적합성 등 역사적, 건축사적 측면에서 중요한 의미를 간직하고 있어 등록문화재로서의 가치가 있다고 할 수 있다.

## 참고 자료
- 전남대학교 의과대학 구 본관 - 국가유산청 국가유산포털